# Henry Burt
Henry Burt (n. 6 mai 1875, Buckland⁠(d), South Hams, Anglia, Regatul Unit al Marii Britanii și Irlandei – d. 20 septembrie 1960) a fost un trăgător de tir ce a reprezentat Regatul Unit al Marii Britanii și al Irlandei de Nord, medaliat olimpic. A participat la o ediție a Jocurilor Olimpice (1912) în care a câștigat o medalie de bronz.

## Participări
Lista de mai jos prezintă principalele competiții la care a participat Henry Burt de-a lungul carierei.
- shooting at the 1912 Summer Olympics – men's 50 metre rifle, prone[*]